# چمانی پایین
چمانی پایین، روستایی است از توابع بخش مرکزی شهرستان مینودشت در استان گلستان ایران.

## جمعیت
این روستا در دهستان کوهسارات قرار داشته و بر اساس سرشماری سال ۱۳۸۵ جمعیت آن ۱۳۲ نفر (۳۶ خانوار)
بوده‌است.